# Шибайголова (персонаж)
Шибайголова або Дерзибіс (англ. Daredevil, справжнє ім'я — Меттью Майкл Мердок (англ. Matthew Michael Murdock)) — вигаданий персонаж, супергерой з коміксів американського видавництва Marvel Comics. Персонаж був створений сценаристом-редактором Стеном Лі та художником Біллом Евереттом.
Дебют Шибайголови на сторінках коміксів відбувся у квітні 1964 року, у першому номері Daredevil. Як Метт Мердок він ріс в одному з неблагополучних районів Нью-Йрока, Пекельній Кухні. Хлопчика виховував батько — досить відомий боксер. Він не тільки навчив сина вмінню постояти за себе, але й виховав у ньому бійцівський характер, завзятість у досягненні мети. У коледжі Метт став вивчати юриспруденцію й у майбутньому  бачив себе затребуваним юристом. Він навіть не підозрював, що один-єдиний вчинок назавжди змінить його життя. Одного разу хлопець врятував сліпого старого, який мало не потрапив під колеса вантажівки, що перевозила рідкі радіоактивні відходи. Страшна рідина виплеснулася на обличчя Метта, повністю позбавивши його зору.

## Борець зі злочинністю
У нагоді хлопцеві стали приховані здібності мутанта, що замість втраченого зору дали надзвичайно сильні інші чуття. Крім того, він набув можливості відчувати всі предмети, що перебувають навколо (тобто став живою подобою радара). Незабаром Метту довелося стати борцем зі злочинністю: підручні Роксо Свині вбили його батька, а поліція так і не змогла відшукати злочинців; тоді сліпий хлопець сам знайшов убивць і розправився з ними. Після цього Шибайголова заснував невелику юридичну фірму й постав як супергерой.

## Друзі-мутанти
Під час своїх нічних полювань на злочинців Шибайголова познайомився з багатьма мутантами, які також боролися зі злом, і навіть зав'язав приятельські стосунки з Людиною-павуком, Росомахою, Місячним Лицарем, доктором Стренджем. Ці мутанти згодом об'єдналися в команду Останні Лицарі, яка змогла зробити те, що виявилося не під силу героєві-одинаку, — підібратися до одного з ватажків злочинного світу, Кінгпіна, і змусити його втекти з країни.
Життя Шибайголови виявилося недовгим: під час подій Ультиматуму він потонув. Тіло Метта знайшов Людина-павук. Але сліпий мутант устиг зробити чимало добрих справ, співробітничаючи з багатьма супергероями, серед яких були й члени знаменитої Фантастичної четвірки.